# Chrysomela cyaneoviridis
Chrysomela cyaneoviridis es un coleóptero de la familia Chrysomelidae.
Fue descrita científicamente en 1994 por Gruev.